# Figuren der Septimus-Heap-Romane
In diesem Artikel werden die Charaktere aus der Fantasyreihe Septimus Heap beschrieben.

## Die Heaps
Die Heaps stellen die Hauptfiguren der Reihe. Obwohl sich der Hauptstrang der Geschichte mit Septimus und Jenna beschäftigt, erhalten fast alle Heaps wichtige Auftritte.

### Silas und Sarah Heap
Silas Heap
Silas ist der siebte Sohn von Benjamin Heap und der Vater von Septimus. Er ist mit Sarah Heap verheiratet und ein gewöhnlicher Zauberer mit grünen Augen und blond gelocktem Haar. Er trägt meist die blaue Robe eines gewöhnlichen Zauberers. Früher war Silas Lehrling beim Außergewöhnlichen Zauberer Alther Mella gewesen, trat seine Stelle aufgrund von Zeitproblemen, da er sich um seine Familie kümmern wollte und schlichter Unfähigkeit jedoch an Marcia Overstrand ab. Er liebt seine Familie und Burgenschach, das er mit dem Torwächter Gringe zu spielen pflegt. Dieses Hobby lässt ihn allerdings wichtige Sachen vergessen, wodurch er in Physic den Geist von Königin Etheldredda befreite. Er geht häufig in den Wald um seinen Vater Benjamin Heap zu suchen. Auch rettete er bei einem seiner Waldspaziergänge der Wendronhexe Morwenna Mould das Leben.
Sarah Heap
Sarah ist die Mutter von Septimus und mit Silas Heap verheiratet. Sie hat die grünen Augen und blonden Haare, wie fast alle Heaps. Sie lernte bei der Kräuterfrau Galen die Kunst der Naturheilkunde und des Tränkebrauens. Auch beherrscht sie grundlegende Magie, vor allem die weiße Magie. Sie liebt alle Kinder über alle Maßen und erträgt es nicht, wenn ihnen Unheil droht oder sie von ihnen verlassen wird. Nachdem Jenna mit ihren Adoptiveltern ins Schloss zieht, ist Sarah diejenige, welche hauptsächlich für das nahezu ausgestorbene Schloss sorgt. Sie liebt die von Jenna gerettete Ente Ethel sehr und bringt sich in große Gefahr bei dem Versuch sie vor dem Dunkelschleier zu retten. Später zieht sie gemeinsam mit ihrem Ehemann zurück in das kleine Zimmer in den Anwanden.

### Simon Heap
Simon ist der älteste Sohn von Silas und Sarah Heap. Er ist ein begabter Magier und sein größter Traum ist es erst Lehrling und später selbst Außergewöhnlicher Zauberer zu werden. Als seine Träume zerstört werden, da Septimus Lehrling wird, verlässt er seine Familie und versucht im Band Flyte mit Hilfe des untoten DomDaniel und schwarzer Magie seine Ziele zu erreichen. Dabei entführt er Jenna, versucht Marcia zu töten und zerstört fast das Drachenboot. Außerdem ist er kurzzeitig der Lehrmeister von Merrin. Später sieht er seine Fehler ein und kehrt der schwarzen Magie den Rücken. Er lebt zusammen mit Lucy Gringe, die er abgöttisch liebt, in den Ödlanden, zieht aber später, als er die schwarze Magie aufgegeben hat, mit ihr nach Port. Mit seiner Hilfe können Marcia und Septimus den von Merrin erschaffenen Dunkelschleier über der ganzen Burg auflösen und Septimus vergibt seinem ältesten Bruder seine schrecklichen Taten.

### Sam, Jo-Jo, Edd und Erik Heap
Sam, Jo-Jo, Edd und Erik sind die Söhne zwei bis fünf von Silas und Sarah. Nach der Flucht der Heapfamilie aus der Burg in den Wald, bleiben sie dort und werden zu echten Waldbewohnern. Sie verkehren mit den Wendronhexen und helfen Septimus und Jenna mit ihrem Wissen über den Wald.
Sam ist leidenschaftlicher Angler und zeigte Septimus in „Queste“ den Weg zu Foryxhaus. Jo-Jo ist in die Wendronhexe Marissa verliebt. Erik und Edd sind Zwillinge.

### Nicko Heap
Er ist der sechste Sohn der Heapfamilie. Auch er hat grüne Augen und blondes, lockiges Haar. Obwohl auch er Magie beherrscht, interessiert er sich viel mehr für den Bootsbau. Er ist Lehrling bei der Bootsbauerin Jannit Maarten und teilt seine Liebe zu Booten und Segeln mit Snorri, zu der er eine besondere Freundschaft pflegt. Er hält stets zu Septimus und Jenna und unterstützt sie bei den Abenteuern. Dabei geht er auch mal in der Zeit verloren, da er Snorri nicht verlassen will, und die beiden müssen lange im Foryxhaus auf Rettung warten.

### Septimus Heap
Septimus ist der siebte Sohn von Silas Heap und die Hauptperson der Romanserie. Auch er hat grüne Augen und blonde Locken.
Da sich DomDaniel seiner besonderen magischen Kapazitäten, der er als siebter Sohn eines siebten Sohnes besitzt, bemächtigen wollte, wurde sein früher Tod fingiert.
Durch eine Verwechslung landet er allerdings nicht bei DomDaniel, sondern bei der Jungarmee, in der er die ersten zehn Lebensjahre als Junge 412 dient. Damals war sein bester Freund Junge 409. Als dieser jedoch bei einer Jungarmee-Übung von Bord fiel, wurde sein Leben bei der Jungarmee noch schlimmer. Jahre später fand Septimus Junge 409 mit dem Namen Wolfsjunge im Lager der Heaps wieder. Marcia befreite Septimus von der Jungarmee, sie entdeckte seine magischen Kräfte und nahm ihn als Lehrling auf. Die Hüterin Zelda Heap enthüllt kurz darauf seine wahre Herkunft. Sein Haustier ist der Drache Feuerspei. Er besitzt den Ring des Hotep-Ra und ist der Kapitän des Drachenbootes.
Außerdem ist er, genau wie Jenna, zur Zeit des ersten Teiles, 10 Jahre alt und hat am selben Tag wie Jenna Geburtstag.

### Jenna Heap
Jenna ist die leibliche Tochter der Königin Cerys und Milo Banda und ist, genau so wie Septimus, im ersten Teil 10 Jahre alt. Da jedoch an ihrem Geburtstag die Königin und Alther Mella, der sie mit einem Zauber und Marcias Hilfe noch rettet, erschossen werden, bringt sie Marcia versteckt zu den Heaps, wo sie Septimus Platz einnimmt.
Sie hat violette Augen und braune Haare und trägt die rot-goldenen Prinzessinnenkleidung
und ein Diadem. Sie sieht die Heaps immer als ihre wahre Familie und unterstützt Septimus auf seinen Abenteuern. Sie hat ein gutes Herz, ist aber oft sehr eigensinnig und stur. Sie selbst verfügt über nur sehr begrenzte magische Kraft.
Als Prinzessin hat sie außerdem eine innige Bindung zum Drachenboot. Zudem ist sie die Navigatorin von Feuerspei.

### Zelda Zanuba Heap
Zelda Heap ist die Tante von Silas Heap, wird aber von allen Tante Zelda genannt.
Sie sieht aus wie ein großes Flickenzelt, hat graues Haar und blaue Augen. Als Hüterin beschützt sie das Drachenboot, das in den Marram-Marschen auf der Draggeninsel versteckt ist. Sie ist eine mächtige weiße Hexe. So besiegt sie in Magyk den Jäger und rettet das Drachenboot mit einer beschworenen Wolke. Aufgrund des anderen Magie-Verständnisses kommt es aber zu Reibereien mit Marcia. Allgemein ist sie sehr warmherzig. So pflegte sie Merrin und Wolfsjunge und half Septimus und Jenna das Drachenboot wiederzubeleben. Auch enthüllt sie die wahre Identität von Junge 412.
Sie hat einen Boggart und eine in Entenform transformierte Katze als Haustiere und kann nicht kochen.

### Benjamin und Theo Heap
Benjamin ist der Großvater der Heapfamilie, Theo der Großonkel.
Benjamin Heap ist der Vater von Silas. Er ist ein Gestaltenwandler und lebt als Baum im Burgwald. In Flyte rettet er Nicko und Septimus vor einem Rudel Wolverinen. Auch beschützte er Septimus in dessen Zeit bei der Jungarmee bei den Übungen im Wald.
Theo Heap ist der Bruder von Zelda und Benjamin. Er ist ebenfalls Gestaltenwandler und lebt als Sturmschwalbe. Zelda wartet nach jedem Sturm, ob nicht ihr Bruder zu ihr getrieben wurde. Ob dies in Magyk geschieht, ist nicht eindeutig.

## Weitere wichtige Charaktere
Die nun folgenden Personen spielen in der Geschichte eine zentrale Rolle, auch wenn sie nicht der Heapfamilie angehören.

### Marcia Overstrand
Marcia ist die amtierende Außergewöhnliche Zauberin und die wahrscheinlich mächtigste Zauberin ihrer Zeit. Sie war Lehrling bei Alther Mella und übernahm von ihm das Amt.
Sie ist groß mit langem, dunklem, lockigen Haar und tiefgrünen Augen. Sie trägt stets lila Pythonschuhe, einen lila Umhang und das Echnatonamulett, als Zeichen ihres Status.
Ihr Auftreten ist sehr dominant. Sie wirkt oft fast furchteinflößend und weiß immer sich durchzusetzen. Auch reagiert sie manchmal launenhaft und stößt alle vor den Kopf. Selbst Feuerspei hat Angst vor ihr, da sie sich wie eine Drachenmutter verhält. Dazu hält sie nicht viel von Alchemie und daher auch von Marcellus Pye und missbilligt Septimus’ Besuche bei diesem.
Dennoch hat sie das Herz am rechten Fleck. So sorgt sie sich sehr um Septimus und Jenna und hilft Sally Mullin mit ihrem Glücksbringer.
Sie war es die Jenna nach dem Anschlag in Sicherheit brachte. Sie besiegte DomDaniel nach seiner Rückkehr, vernichtete Etheldredda endgültig und rettete Septimus aus dem Foryxhaus. Später rettet sie mit ihren großen magischen Fähigkeiten zusammen mit Septimus die Burg vor dem von Merrin Meredith heraufbeschwörten Dunkelfeld.

### Alther Mella
Ehemaliger Außergewöhnlicher Zauberer und Lehrmeister Marcias. Er war Lehrling bei DomDaniel. Als dieser versuchte ihn zu töten, entwand er ihm das Echnatonamulett und wurde selbst Außergewöhnlicher Zauberer. Er starb bei einem Attentatsversuch DomDaniels, konnte allerdings Prinzessin Jenna noch schützen.
Als Geist hilft er Marcia und Septimus bei ihren Aufgaben. Er trägt die violette Kleidung eines Außergewöhnlichen Zauberers, hat weißes Haar und einen Blutfleck auf der Brust.
Als Außergewöhnlicher Zauberer nahm er auch am Treffen der Queste teil und gab Septimus wichtige Ratschläge. Ein Jahr später wird er aus Versehen von Marcia in die Finsterhallen verbannt, wird jedoch von Septimus gerettet.
Er hegte romantische Gefühle für Alice Nettles, mit deren Geist er oft zusammen zu sehen ist. Außerdem liebt er es zu fliegen und hat Sinn für Humor.

### DomDaniel
Als Schwarzer Magier und ehemaliger Außergewöhnlicher Zauberer, ist er der Bösewicht der Serie. Sein größter Wunsch ist es, in der Zaubererturm zurückzukehren und seine Macht wiederherzustellen. Er ist ein großer Mann mit schwarzer Robe und Zylinder. DomDaniel wird generell als machthungrig und skrupellos beschrieben. Nachdem er versuchte seinen Lehrling Alther Mella mit dunkler Magie zu beseitigen, entwand dieser ihm das Echnatonamulett und er stürzte vom Zaubererturm herab. Durch seinen magischen Ring war er aber unsterblich, kehrte zurück und nahm Marcia Overstrand das Amulett wieder ab. Dann unterlag er aber dem Drachenboot und seine Macht verlor sich. Doch Simon Heap fand seine Knochen und so versuchte er mit einer Platzierung Marcia zu töten, die diesen Schwarzmagiertrick jedoch abwehren konnte. Später entwendet dann Merrin seinen Ring und Feuerspei verspeiste seine Knochen, wodurch er endgültig verschwand.

### Merrin Meredith
Merrin ist der Sohn einer Amme, wurde aber kurz nach seiner Geburt mit Septimus Heap verwechselt. So kam er als Lehrling zu DomDaniel, dessen Erwartungen er allerdings nicht erfüllen konnte. So wurde er zu einem unglücklichen Jungen mit Hang zu schwarzer Magie. Er wurde von DomDaniel verbraucht aber von Tante Zelda gerettet. Als „Dank“ floh er mit Simon Heap, den er nach dessen Wandel zum Guten ebenfalls verließ, um Septimus Heap zu töten. Dazu verbündete er sich mit Tertius Fume, dessen Questenplan aber scheiterte. Später kehrt er in die Burg zurück und nistet sich heimlich im Palast ein. Durch die Macht des doppelgesichtigen Rings, der einst DomDaniel gehörte, vollbringt er es einen Dunkelschleier über die ganze Burg zu ziehen. Sein Plan diese ganz zu zerstören kann jedoch von Septimus und Marcia verhindert werden.

### Snorri Snorrelssen
Snorri ist eine junge Nordhändlerin. Als Tochter von Olaf und Alfrun Snorrelssen übernimmt sie den Beruf ihres verstorbenen Vaters und segelt trotz Verbot alleine über das Meer zu Burg. Sie ist blond, kräftig gebaut, hat blaue Augen und wirkt mysteriös. Zudem ist sie Geisterseherin und hat eine Geisterseherkatze Ullr, die sich nachts in einen Panther verwandelt. Sie liebt das Segeln und freundete sich so sehr stark mit Nicko Heap an. Sie half Etheldredda zu besiegen, indem sie ihren Vater gegen Etheldredda kämpfen ließ. Auch folgte sie Nicko in die Vergangenheit, um Septimus zu befreien. Später wird sie dann von diesem aus dem Foryxhaus gerettet. Sie verlässt jedoch die Burg wieder und kehrt mit ihrer Mutter und dem Geist ihres Vaters in ihre Heimat, die Nordlande, zurück.

### O. Beetle Beetle
Beetle Beetle ist Septimus bester Freund und Prüfgeselle im Manuskriptorium.
Er begleitet Septimus bei seinen Abenteuern, ist allseits beliebt und genießt das seltene Vertrauen von Marcia Overstrand. Er liebt das Schlittenfahren in den Eistunneln und Prinzessin Jenna, in deren Gegenwart er keinen Satz herausbekommt. In Physic wurde er von der Seuche infiziert, aber von Septimus gerettet. In „Queste“ wird er von seiner Vorgesetzten Jillie Djinn wegen diversen kleinen Reglementsverletzungen (an denen auch Marcia und Septimus ihren Anteil haben) entlassen, worauf er Jenna und Septimus zum Foryxhaus begleitet. Nach seiner Rückkehr beginnt er bei in einem Laden für Übersetzungen toter Sprachen zu arbeiten, wird aber erneut zu Unrecht entlassen, wird nach dem Tod Jillie Djinns aber prompt neuer Obermagieschreiber.

### Stanley
Stanley ist eine Ex-Botenratte und ehemaliger Mitarbeiter des Rattengeheimdienstes.
Er wurde in Magyk von Sarah Heap zu Silas in die Marschen gesandt. Dadurch wurde er in das Abenteuer hineingezogen. So geleitete er in Flyte Jenna nach Port und beschattete Merrin in Queste. Durch seine Unternehmungen verlor er allerdings seine Frau Dawnie, die ihn verließ. Zudem hegt er väterliche Gefühle für vier kleine Rattenjunge, die er eines Tages gefunden, zieht sie auf und baut mit ihnen den Botenrattendienst der Burg wieder auf.

### Königin Etheldredda
Etheldredda war 500 Jahre vor Septimus’ Zeit Königin. Sie war besonders grausam und strebte nach ewiger Herrschaft. So versuchte sie, ihre eigenen Töchter zu töten (was ihr bei zwei Töchtern auch gelang) um ihren Thron zu behalten. Sie trank das unfertige Unsterblichkeitselixier ihres Sohnes Marcellus Pye. Kurz darauf fiel sie bei einem Versuch, Jenna zu töten, aus Übermut in den Fluss und ertrank. Durch das Elixier wurde sie aber zu einem sehr stofflichen Geist und versuchte nach ihrer Befreiung durch Silas Heap und Gringe dem Torwächter, Jenna zu töten und brachte Septimus in die Gewalt von Marcellus Pie. Sie wird am Ende von Physic durch Marcia Overstrand besiegt.

### Marcellus Pye
Etheldreddas Sohn Marcellus ist einer der bedeutendsten Alchemisten. Er lebte fünfhundert Jahre vor Septimus im Schloss. Da er sich mit einem selbstgebrauten Trank unsterblich macht, lebt er auch zur Zeit von Septimus. In Physic fängt er Septimus und schickt ihn durch seine selbstkonstruierten Zeitspiegel zu seinem jungen Ich zurück, da nur der siebte Sohn eines siebten Sohns den Unsterblichkeitstrank auch mit ewiger Jugend verbinden kann.
In der Vergangenheit lehrt er Septimus die Kunst der Alchemie und beschützt seine Schwester Esmeralda vor Etheldredda. Als Etheldredda seine Pläne durchkreuzt schickt er Septimus in seine Zeit zurück, wo dieser ihm den Trank braut. In der Zeit von Septimus lebt er zurückgezogen, da ihm die Welt fremd geworden ist. Er hilft Jenna und Septimus mit einer alten Karte bei der Suche nach dem Foryxhaus.

### Syrah Syara
Syrah Syara war 500 Jahre vor Septimus Zeit Lehrling des damaligen außergewöhnlichen Zauberers Julius Pike. Nach sieben Jahren Lehrlingszeit zog sie den gefürchteten Questenstein, konnte aber entfliehen und landete schließlich auf den Sirenen, einer Inselgruppe inmitten des Meeres. Dort wurde sie von einer geheimnisvollen Macht ergriffen. Das Mädchen wurde von der Sirene, einem sonderbaren Geist besessen. So alterte sie nicht und hatte dazu kein Zeitgefühl mehr. Am Ende von Syren wird sie von Septimus gerettet und zurück in die Burg gebracht.

## Nebencharaktere
Milo BandaJennas richtiger Vater. Er taucht in Flyte auf, um dann direkt wieder in See zu stechen. Er füllte den geplünderten Palast mit neuen exotischen Schätzen.
Una BrakketHaushälterin von Professor Weasal van Klampff. Sie schmuggelte mit Simon Heap die Knochen DomDaniels in Marcias Zimmer.
Boris CatchpoleFrüherer Hilfsjäger bei der Jungarmee und Vorgesetzter von Septimus. Heute als Unterzauberer Türwächter von Marcia und eifriges Mädchen für alles.
EsmeraldaPrinzessin und Tochter von Etheldredda und Schwester von Marcellus. Als ihre Mutter ihre Schwestern umbringt, flieht sie mit Marcellus Hilfe in die Hüterhütte. Sie sieht Jenna äußerst ähnlich, so dass alle sie verwechseln.
Jillie DjinnJillie Djinn ist die kleine und eigensinnige Obermagieschreiberin. Sie hat die Angewohnheit, jede Kleinigkeit genau zu berechnen- zum Beispiel die durchschnittliche Verspätung ihrer Kunden- und erfreut sich daher bei den Schreibern als auch bei Marcia keiner großer Beliebtheit. Sie entlässt den im Manuskriptorium arbeitenden Beetle zu Unrecht und stellt Merrin Meredith ein, der sie gänzlich um den Finger wickelt. Sie erliegt dem schwarzmagischen Dunkelschleier, schon geschwächt durch die Bewohnung durch ein Gespenst, worauf Beetle ihre Nachfolge eintritt.
Tertius FumeDer erste Oberste Geheimschreiber. Er war der beste Freund von Hotep-Ra, bis er ihn verriet. Nach seiner Verbannung manipulierte er die Queste. Als Geist hilft er – als ehemals großer Schwarzmagier – Merrin beim Versuch, Septimus zu töten. Er bewacht die Hermetische Kammer und scheint frauenfeindlich zu sein.
Ephaniah GrebeDer Restaurator des Manuskriptoriums. Er ist nach einem Zusammenprall mit schwarzmagischen Büchern halb Ratte, halb Mensch. Als Folge dieses Unfalls kann er nicht mehr sprechen, weshalb er mit beschriebenen Kärtchen kommuniziert Er hilft Jenna in Queste, wo er allerdings auch von einem Gespenst besetzt wird.
Gringe der TorwächterWächter am Nordtor. Er hasst Simon Heap, überwindet jedoch seine allgemeine Abneigung gegen die Heaps durch die Leidenschaft, mit Silas Burgenschach zu spielen.
Lucy GringeGringes Tochter. Sie ist in Simon Heap verliebt und floh mit ihm die Ödlande, da eine Heirat nicht gebilligt wurde.
Rupert GringeGringes Sohn. Damit er nicht in die Jungarmee musste, brachte Gringe Rupert bei Jannit Maarten in die Lehre. Er ist ein sehr guter Bootsbauer und hasst Simon Heap.
Hotep-RaDer erste Außergewöhnliche Zauberer. Er baute den Zaubererturm und rief die Queste ins Leben. Ihm gehört das Drachenboot. Nun lebt er in dem von ihm erschaffenen Foryxhaus.
Der JägerSein richtiger Name ist eigentlich Gerald. Als Chef der Jungarmee war es seine Aufgabe in Magyk Marcia und Jenna zu fangen und zu töten. Er versagte, da er von Zelda Heap überwältigt wurde. Diese veränderte sein Gedächtnis, wodurch er den Rest seines Lebens als Clown in Port verbrachte.
Jannit MaartenDie Bootsbauerin des Schlosses. Jannit ist eine hart arbeitende Frau, die in ihrem Beruf aufgeht. Ihr Geselle ist Rupert Gringe und ihr Lehrling Nicko Heap. Sie sehr tüchtig und schafft es sogar das Drachenboot zu reparieren.
Morwenna MouldDie Hexenmutter der Wendronhexen. Da sie von Silas Heap von Wolverinen gerettet wurde, griffen unter ihrer Führung die Hexen die Burgbewohner nicht mehr an. Allerdings bricht sie ihr Versprechen, das sie Silas gegeben hatte, als sie Jenna zu einer Wendronhexe machen will.
Sally MullinSarahs Freundin und Besitzerin von Sally Mullins Tee- und Bierstube. Sie verlor ihre Schenke bei dem Versuch, einen Fluchtversuch von Jenna zu decken.
Alice NettlesGeborene Katie Pot. Alice war Lagerhausverwalterin in Port und pflegte eine romantische Beziehung zu Alther Mella. Ähnlich wie Alther starb Alice bei dem Versuch Jenna zu retten, indem sie sich vor Jenna warf und so eine für sie bestimmte Pistolenkugel abfing.
Billy Potköniglicher Rasenmäher. Er hielt hunderte von Eidechsen um den königlichen Rasen mit ihnen und einer selbstgebauten Maschine zu mähen. Später wird er Drachenhüter von Feuerspei.
Olaf SnorrelssenDer Vater von Snorri Snorrelssen. Er lebt als Geist auf der Burg und beschließt, nie jemandem zu erscheinen. In Physic verhindert er von Snorri gerufen mehr unfreiwillig Jennas Tod, indem er Etheldredda in einem Handgemenge besiegt.
Professor Weasal van KlampffVergesslicher Mathematiker, der für Marcia den Schattenfang herstellen soll. Wird von Una Brakket hintergangen und fällt in Ungnade. Sein Haus bezieht Marcellus Pye.
WolfsjungeAls Junge 409 Freund von Septimus in der Jungarmee. Er ging bei einer Übung verloren, schlug sich aber durch und verwilderte. Er ist ein sehr guter Spurenleser und lebte sehr lange bei Tante Zelda, deren Nachfolge er vielleicht antreten wird. Später kommt heraus, dass sein wirkliche Name Mandy Marwick ist und er zwei Drillingsbrüder namens Matthew und Marcus hat.
BoggartDer Boggart ist ein Geschöpf der Marschen und eine Art Haustier von Zelda. Er wohnt in Schlammlöchern auf der Draggeninsel. Er kennt sich sehr gut in den Marschen aus und führt die Menschen zu Tante Zelda. Er wurde in Magyk von Merrin schwer verwundet.
DrachenbootDas Drachenboot war ehemals der Drache von Hotep-Ra. Um ihn bei der Flucht über das Meer zu retten, verwandelte es sich in ein Boot. Darauf wartete es in einem Tempel unter der Draggeninsel auf einen erneuten Einsatz. Die Prinzessinnen und Königinnen besuchten jeden Mittsommer das Drachenboot und können mit ihm sprechen. Mit Septimus als neuen Kapitän vernichtete es DomDaniels Schiff und zog später in die Burg um. Dort wurde es von Simon Heap schwer beschädigt.
FeuerspeiSeptimus Drache. Er schlüpfte aus einem von Jenna gefundenen Stein, den Septimus aus Versehen ausgebrütet hatte. Er ist auf Septimus geprägt, Jenna ist seine Navigatorin. Als noch Jugendlicher Drache ist er sehr launenhaft und reagiert unkontrollierbar. Auf dem Weg vom Foryxhaus zur Burg wird er von einem Blitz getroffen, stürzt auf die Insel der Sirene ab und infiziert sich mit einer Krankheit namens Stinkende Schwarzfäule, kann aber von Syrah Syara geheilt werden. Er steht Septimus immer treu zur Seite, wenn der ihn ruft, und kämpft sogar mit einem von Merrin Meredith erschaffenen Dunkeldrachen, wodurch er erwachsener und etwas ruhiger wird.
MaxieEigentlich Maximillian. Er ist der Hund der Heaps und versteht sich nicht mit dem Boggart.
Jennas PanzerkäferJennas Panzerkäfer kämpft an Jennas Seite. Nachdem DomDaniel geschlagen war, ging der Panzerkäfer zum Zirkus, wo er jeden Abend einen unschuldigen Clown durch die Manege jagt.
Die SireneDie Sirene ist ein sonderbarer Geist, der auf den Sirenen haust. Syrah Syara wird 500 Jahre von diesem schrecklichen Geist besessen. Sie ist Verbündete Tertius Fumes, wird aber von Septimus besiegt.
Julius PikeJulius Pike war zu Zeiten Königin Etheldreddas der außergewöhnliche Zauberer. Beide seine Lehrlinge, einer von ihnen war Syrah Syara, zogen einen Questenstein, sodass er später tiefbetrübt starb.
HildegardHildegard ist eine Unterzauberin und arbeitet im Zauberturm. Sie ist sehr freundlich und hilft Jenna und Septimus gern. Einmal wird sie jedoch von einem Gespenst bewohnt und gibt Septimus unwissentlich den gefürchteten Questenstein.
Sir HerewardSir Hereward ist der Geist eines Ritters, der vor vielen hundert Jahren in der Burg gelebt hat. Seine Rüstung ist zerbeult und ihm fehlt ein ganzer Arm. Stets bewacht er Jennas Prinzessinnengemächer und bekämpft Feinde so gut, wie er es als Geist nur kann. Dazu erheitert er Jenna mit sich immer wiederholenden Witzen und Scherzfragen.
Der Porter HexenzirkelBestehend aus fünf bösartigen schwarzen Hexen mit Hauptquartier in Port. Sie hielten Lucy Gringe und Wolfsjunge gefangen und versuchten erfolglos die Prinzessin in den Zirkel einzuführen.
RoseEin Lehrling im Zaubererturm. In Fyre werden Gefühle ihrerseits für Septimus angedeutet, die dieser zu erwidern scheint.